# Łada Oka
Łada Oka (WAZ 1111, SeAZ 1111) – samochód miejski produkcji rosyjskiej, skonstruowany w zakładach WAZ, produkowany w latach 1988-2008 w zakładach WAZ, SeAZ i KamAZ (ZMA). 

## Historia i opis pojazdu
Prace nad skonstruowaniem samochodu rozpoczęto z inicjatywy Ministerstwa Przemysłu Samochodowego w Sierpuchowskich Zakładach Motocyklowych (SMZ, później SeAZ) w Sierpuchowie, które specjalizowały się w mikrosamochodach dla inwalidów, we współpracy z instytutem NAMI. Założeniem było skonstruowanie nowoczesnego małego samochodu dla inwalidów. 12 czerwca 1981 zaprezentowano pierwszy prototyp pojazdu NAMI-0231, który otrzymał nazwę Oka, od rzeki przepływającej przez Sierpuchow. Kolejny wariant otrzymał oznaczenie SMZ-1101 Oka. Pierwotnie samochód miał być napędzany silnikiem od Polskiego Fiata 126p, lecz niestabilna sytuacja polityczno-ekonomiczna w Polsce (stan wojenny) spowodowała, że zdecydowano opracować własny silnik. Ponieważ zakłady SMZ miały zbyt mały potencjał wytwórczy i konstrukcyjny, rozwój projektu przekazano w 1982 roku największym radzieckim zakładom samochodowym WAZ, a samochód przy tym nabrał cech samochodu miejskiego. Oprócz SMZ, produkujących wersje z ręcznym sterowaniem dla inwalidów, produkcję samochodów w wersji na rynek ogólny zamierzano umieścić w zakładach WAZ i KamAZ, znanych dotąd z produkcji ciężarówek. Przy powstaniu nowego samochodu, we współpracy ze specjalistami SMZ i KamAZ, jedynie częściowo wykorzystano dotychczasowe prace, pozostawiono jednak nazwę Oka. Silny wpływ na ogólny układ i konstrukcję samochodu wywarł natomiast analizowany japoński Daihatsu Cuore.
Jako napęd samochodu opracowano dwucylindrowy silnik o pojemności 649 cm³, zunifikowany z czterocylindrowym silnikiem samochodu WAZ-2108 Samara. W marcu 1984 powstały dwa pierwsze samochody serii prototypowej, do końca roku powstało ich jeszcze 14, a w kolejnym roku - 16 ulepszonych samochodów, z m.in. rozstawem osi zwiększonym o 10 cm. Po próbach kolejnej ulepszonej serii, we wrześniu 1987 samochód został skierowany do produkcji przez komisję państwową. W 1988 roku w zakładach KamAZ i WAZ powstało kilkaset sztuk serii próbnych, a następnie uruchomiono produkcję seryjną. W 1989 roku produkcję uruchomiono w zakładach SMZ, które w poprzednim roku rozbudowano i przekształcono w Sierpuchowskie Zakłady Samochodowe (SeAZ) w składzie zjednoczenia AwtoWAZ. We wrześniu 1991 w ramach zakładów KamAZ zorganizowano zakłady ZMA, zajmujące się dalej produkcją Oki, w miejscowości Nabierieżnyje Czełny.
Produkcję samochodów w zakładach WAZ w Togliatti zakończono w lutym 1995 roku, kontynuując ją w ramach grupy AwtoWAZ w zakładach SeAZ. W 1996 roku opracowano wariant WAZ-11113 z dwucylindrowym silnikiem o pojemności 749 cm³ i mocy 31,7 KM (na bazie silnika WAZ-21083). Produkcję samochodów w zakładach ZMA zakończono 19 maja 2006 roku. W 2006 roku w zakładach SeAZ wprowadzono do produkcji wariant SeAZ-11116 z chińskim trzycylindrowym silnikiem o pojemności 992 cm³ i mocy 53 KM. W listopadzie 2008 roku z taśm montażowych zakładów SeAZ zjechała ostatnia Oka. Produkcja została zaprzestana w związku z małym zainteresowaniem tym autem oraz wysoka ceną, która była wyższa od ceny samochodu Łada 2105. Oka montowana była także w Azerbejdżanie w fabryce Gandża Awtomobil Zawodu.
Ogółem wyprodukowano około 500 000 samochodów rodziny WAZ-1111. Po wejściu na rynek był to najtańszy samochód produkcji radzieckiej, kosztując w 1989 roku 2400 rubli (o półtora tysiąca taniej, niż Zaporożec). Auto to jest popularne w Rosji, dlatego też wiele firm podejmuje się tuningu tych samochodów. Przykładami mogą być: Astro, RIAT czy TPK Oka.

## Dane techniczne

### Silniki
- 650 cm³
  - moc - 30 KM przy 5400 obrotach na minutę
  - prędkość maksymalna - 120 km/h
  - 0 - 100 km/h - 30 s
  - śr. spalanie - 3,7 l/100 km
- 750 cm³
  - moc - 35 KM przy 5600 obrotach na minutę
  - prędkość maksymalna - 130 km/h
  - 0 - 100 km/h - 24 s
  - śr. spalanie - 5,2 l/100 km
- 1100 cm³[potrzebny przypis]
  - moc - 50 KM
  - prędkość maksymalna - 142 km/h
- silnik elektryczny
  - prędkość maksymalna - 90 km/h
- FAW Tianjin 993 cm³
  - moc - 53 KM
  - prędkość maksymalna - 150 km/h

## Galeria

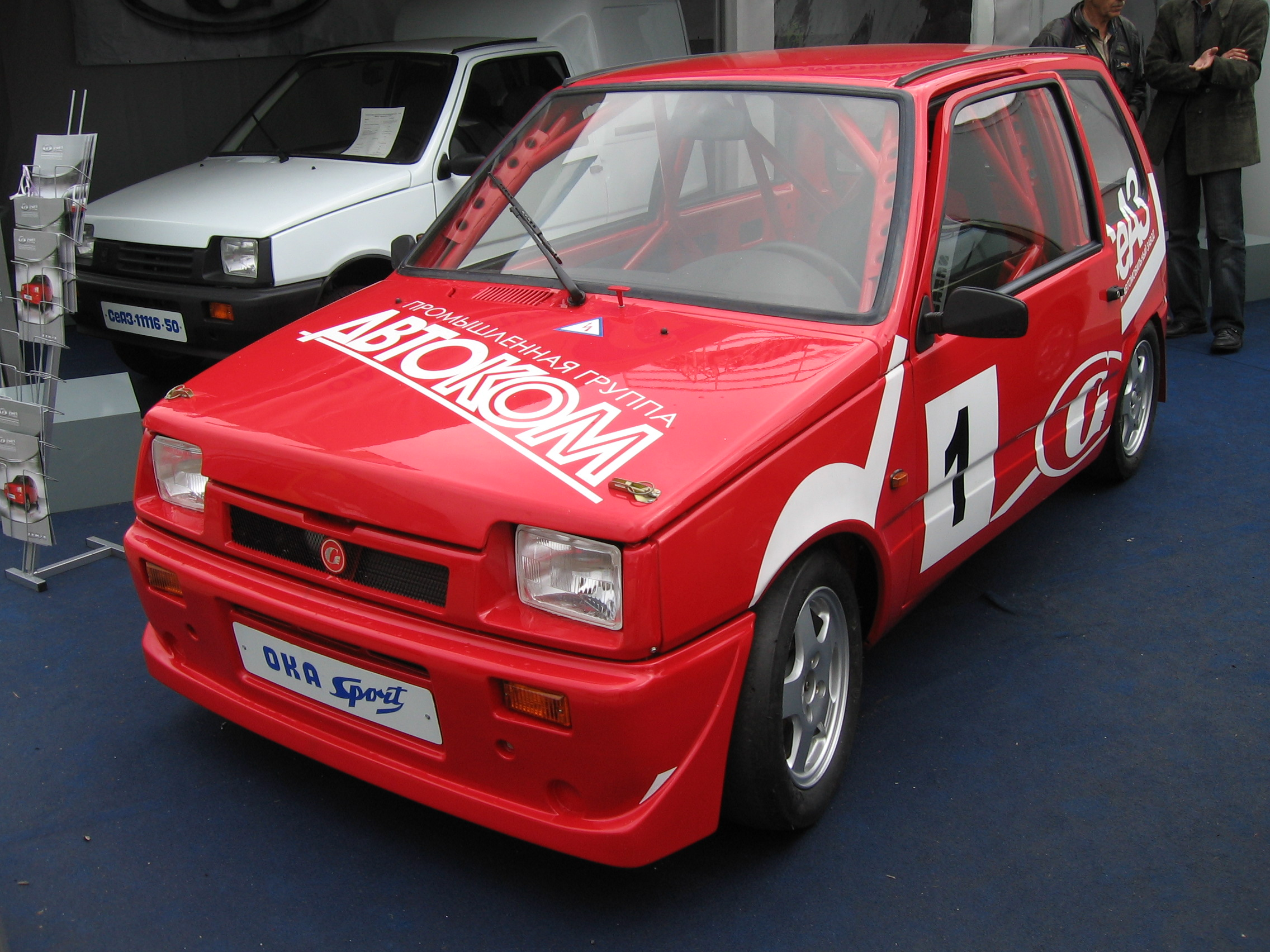
Oka Sport (11116)
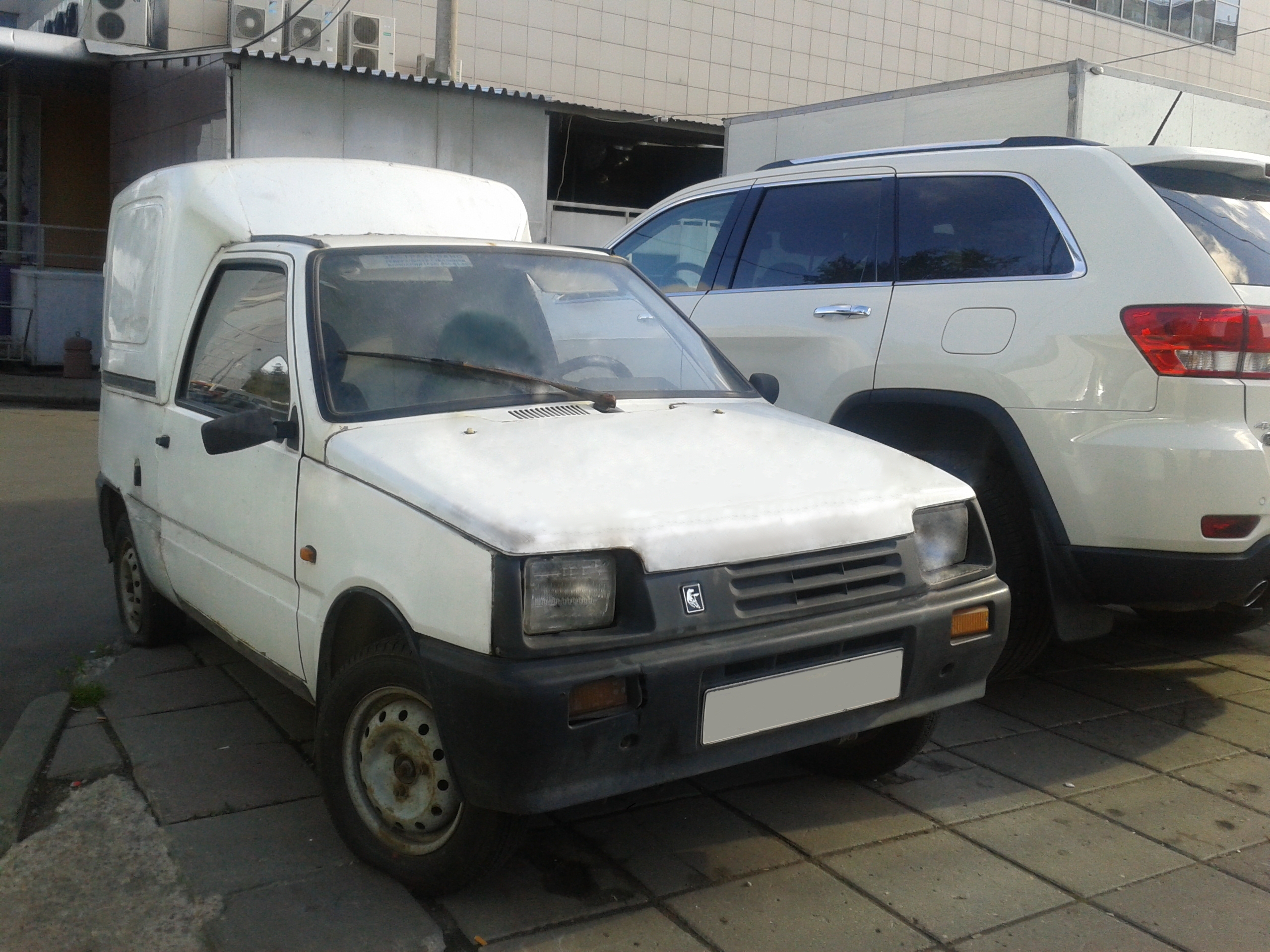
Oka Cargo (11116-50)
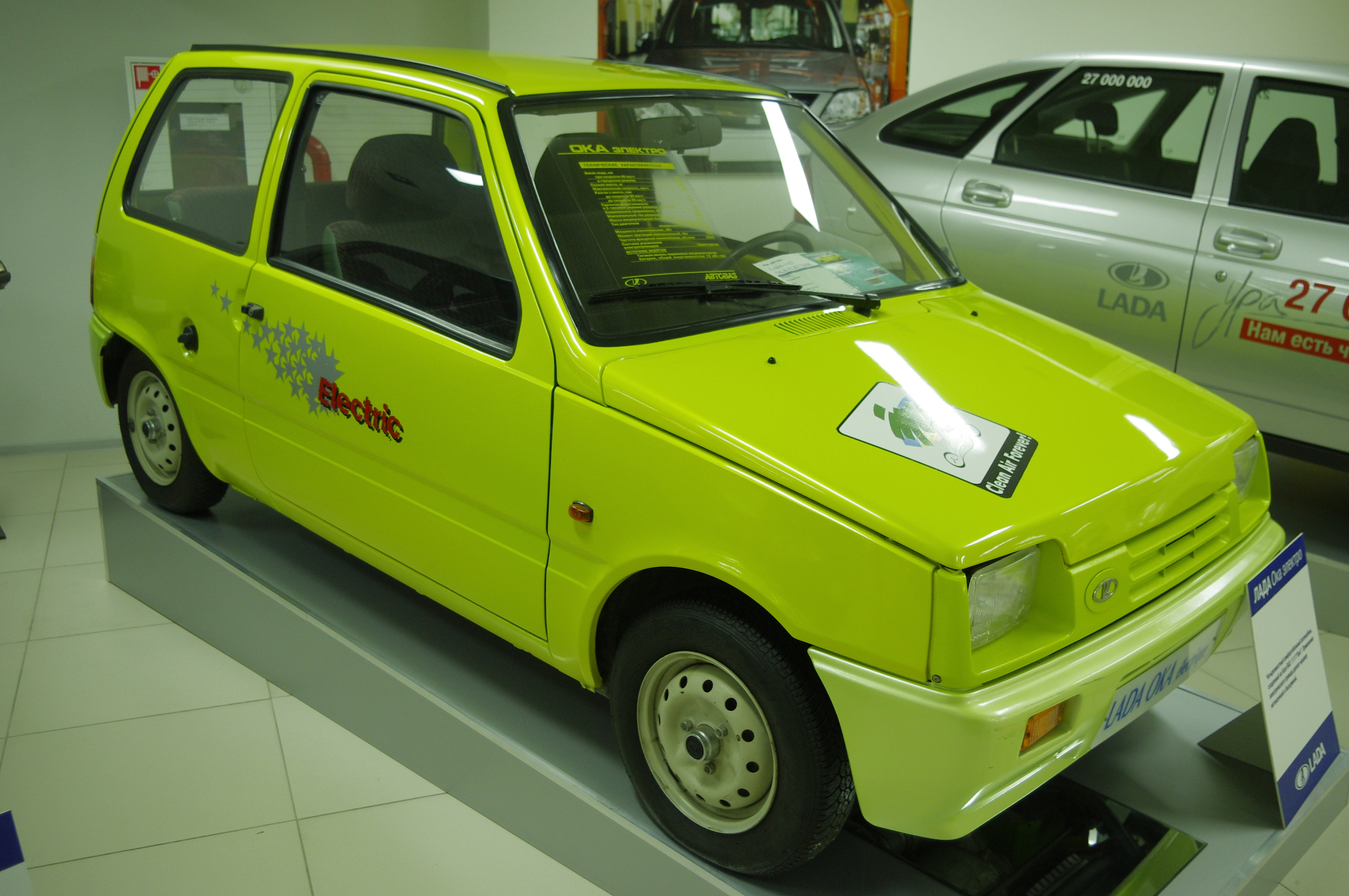
Oka Electro (wersja z silnikiem elektrycznym)